# Moritz von Gerstein-Hohenstein
Moritz Heinrich von Gerstein-Hohenstein (* 4. September 1815 in Hannoversch Münden; † 1. Oktober 1875 in Wiesbaden) war ein preußischer Generalmajor.

## Leben

### Herkunft
Moritz war ein Sohn des ehemaligen Hauptmanns der Kings German Legion Ludwig von Gerstein-Hohenstein (1775–1826) und dessen Ehefrau Marianne, geborene Abel (1785–1827). Sein Bruder war der spätere preußischer Generalleutnant Friedrich von Gerstein-Hohenstein (1814–1891).

### Militärkarriere
Nach dem Besuch des Gymnasiums in Hildesheim trat Gerstein am 1. April 1836 als Füsilier in das 6. Infanterie-Regiment der Preußischen Armee ein und avancierte bis Mitte März 1838 zum Sekondeleutnant. Von Anfang Oktober 1842 bis Ende Juli 1847 war er als Lehrer an der Divisionsschule der 9. Division tätig und wurde kurz darauf Adjutant des Füsilier-Bataillons. In dieser Stellung nahm Gerstein 1848 während der Niederschlagung des Polnischen Aufstand in der Provinz Posen an den Gefechten bei Obornik und Rogalin teil. Vom 24. Februar 1851 bis zum 13. März 1857 war er als Kompanieführer beim II. Bataillon im 6. Landwehr-Regiment in Freystadt kommandiert, stieg zwischenzeitlich bis zum Hauptmann auf und wurde mit dem Roten Adlerorden IV. Klasse mit Schwertern ausgezeichnet. Anschließend kehrte Gerstein mit der Ernennung zum Chef der 8. Kompanie in sein Stammregiment zurück. Am 20. September 1861 wurde er unter Stellung à la suite seines Regiments als Hauptmann und Chef der 2. Kompanie in das Herzoglich Coburg-Gothaische Infanterie-Regiment kommandiert. Unter Belassung in diesem Kommando wurde Gerstein am 30. August 1862 mit der Beförderung zum Major à la suite des 1. Niederschlesischen Infanterie-Regiments Nr. 46 gestellt und am 4. September 1862 zum Kommandeur des II. Bataillons in Gotha ernannt. Im Deutschen Krieg führte er sein Bataillon 1866 in der Schlacht bei Langensalza sowie während des Mainfeldzuges im Gefecht bei Hundheim und wurde für sein Wirken mit dem Komtukreuzr II. Klasse des Herzoglich Sachsen-Ernestinischen Hausordens ausgezeichnet.
Nach dem Friedensschluss stieg Gerstein zum Oberstleutnant auf und wurde am 25. September 1867 als etatsmäßiger Stabsoffizier in das aus den Kontingenten von Coburg-Gotha und Meiningen-Hildburghausen gebildete 6. Thüringische Infanterie-Regiment Nr. 95 versetzt. Kurzzeitig war er als Oberst für drei Monate zur Führung des Grenadier-Regiments „König Friedrich Wilhelm IV.“ (1. Pommersches) Nr. 2 kommandiert, bevor man ihn am 10. Oktober 1868 als Kommandeur des 5. Westfälischen Infanterie-Regiments Nr. 53 nach Wesel versetzte. An der Spitze dieses Verbandes nahm Gerstein 1870/71 im Krieg gegen Frankreich an den Schlachten bei Spichern, Colombey, Gravelotte und Noisseville sowie der Belagerung von Metz teil. Ausgezeichnet mit beiden Klassen des Eisernen Kreuzes, wurde er nach dem Frieden von Frankfurt aus gesundheitlichen Gründen am 13. Juli 1872 unter Verleihung des Charakters als Generalmajor mit der gesetzlichen Pension zur Disposition gestellt.

### Familie
Gerstein verheiratete sich am 11. Juli 1844 in Maspe mit Marie von Donop (1818–1855). Nach ihrem frühen Tod ehelichte er am 26. März 1868 in Coburg Clothilde Schubert, geschiedene Gräfin von Holtzendorff (1831–1876).